# Morten Hampenberg
Morten Rask Hampenberg (* 1977) ist ein dänischer DJ und Musikproduzent. Er war Mitglied und Namensgeber der Band Hampenberg, nutzt diesen Namen aber auch für seine Soloprojekte. Er ist weiterhin Mitglied im Duo Morten Hampenberg & Alexander Brown.

## Diskografie

### Singles
als Hampenberg
- 2007: Acid Disco Plastic Electro
- 2007: Grab That Thing 2007
- 2008: Love in Siberia
- 2009: Hvor ska' vi sove i nat? 2009 (Laban vs. Hampenberg)
- 2009: The Horn
- 2012: Glorious (featuring Jesper Nohrstedt)

als Morten Hampenberg
- 2010: Fuk U in the Ass
- 2013: Kiss Me (feat. Gaia)
- 2015: Vi' helt væk (mit Yepha)